# Chemnitz-Hutholz
Der Stadtteil Hutholz liegt im Süden von Chemnitz. An Hutholz grenzen die Stadtteile Morgenleite und Markersdorf. Ursprünglich gehörten Hutholz und Morgenleite zur Markersdorfer Flur, somit reichte Markersdorf über die Stollberger Straße hinaus bis zum Stadtteil Stelzendorf und zur Gemeinde Neukirchen.

## Geschichte
Das „Hudtsholz“ am „Hudtsberge“ war früher Teil der Herrschaft Neukirchen.

### Neugliederung der Stadtteile
Die Stadt Chemnitz beschloss in den Jahren 1992/93 eine Neugliederung der Stadtteile, so entstanden im westlichen Teil Markersdorfs die Stadtteile Morgenleite (benannt nach der in den 1920er Jahren entstandenen „Morgenleite“-Siedlung an der Stollberger Straße) und Hutholz (nach dem angrenzenden Waldstück in der Gemeinde Neukirchen). Während Morgenleite die Baugebiete V und VI des vormaligen „Fritz-Heckert-Gebiets“ und den westlichen Teil des alten Dorfkerns von Markersdorf einschließt, befindet sich in Hutholz das gesamte Baugebiet VIII.
Eine Besonderheit verbindet Hutholz mit der angrenzenden Gemeinde Neukirchen, denn 1981 wurde für den Bau der Plattenneubauten ein Gebiet an der Neukirchner Höhe zwangseingemeindet. Bestrebungen seitens Neukirchens dieses Gebiet zurückzuerhalten scheiterten 1994. Besonders betroffen ist Hutholz, zusammen mit Markersdorf, vom Einwohnerschwund, der seit Mitte der 1990er Jahre einsetzte, weshalb besonders hier viele erst etwa 20 Jahre alte Häuser zumeist abgebrochen oder aber auch saniert wurden.

## Verkehr
Zwei Straßenbahnlinien führen von Hutholz über Morgenleite ins Stadtzentrum. Die Linie 4 über die Stollberger Straße und die Linie 5 über die Annaberger Straße. Zudem verkehren über Hutholz mehrere Stadtbuslinien der CVAG und einige Regionalbuslinien. Die Stollberger Straße trennt Hutholz und Morgenleite von Stelzendorf.